# Carlo Cotumacci
Carlo Cotumacci (c. 1709? Villa Santa Maria (Abruços), - Nàpols (Campània), 29 de juliol, 1785 Nàpols) va ser un organista, compositor i pedagog italià.

## Biografia
Va néixer a la província de Chieti cap al 1709. Els seus pares eren Pietro i Barbara De Ciullo. Ja a una edat molt primerenca va mostrar un talent musical extraordinari i va ser admès al "Conservatorio dei poveri di Gesù Cristo" de Nàpols. Els seus professors van ser, entre d'altres, Francesco Durante i Nicola Porpora. Un cop acabats els seus estudis, va treballar com a organista en diverses esglésies napolitanes i es va dedicar a la composició de música eclesiàstica. Des de 1737 va ser membre de l'associació de músics napolitans "Congregazione dei musici di Napoli". L'any 1749 esdevingué organista de l'església de "S. Casa dell'Annunziata" amb un sou de trenta ducats al mes, que retingué tot i que més tard l'església es va cremar. Va ser un professor de música molt sol·licitat. Va ensenyar al "Conservatori di S. Onofrio a Capuana" fins a la seva mort el 1785. Entre els seus alumnes hi havia els compositors Giovanni Furno, Giovanni Paisiello i Giacomo Insanguine.
Va morir a Nàpols el 29 de juliol de 1785. El seu fill Matteo Cotumacci (1739–1804) també es va convertir en compositor de música.

## Treball
Composicions del temple

- Missa de rèquiem per a dues veus i orgue (1727)
- Missa dels morts per a cinc i vuit veus en fa menor amb acompanyament de violins, oboè, trompeta i baix (segment X 2184)
- Missa de rèquiem a tres veus
- Responsoris de Setmana Santa per a veus de soprano, contralt, tenor i baix, amb acompanyament continu de baix
- Te Deum per a moltes veus amb VV.Oboè i trompetes
- A Dominica Pentecost Sequentia per a veus de soprano, contralt, tenor i baríton, amb acompanyament de violins, oboè i trompetes
- Cogitavit Dominus per a veu de soprano) amb acompanyament de violins, trompa i baix (22.6.9);
- Missa fúnebre per a cinc veus amb acompanyament de violins, oboè, trompeta i baix
- Missa en 6è to per a dues sopranos, o tenors i baix continu
- Missa de la Santíssima Verge amb cant senzill
- Kyrie i Gloria a la Pastorale per a dues sopranos i baix continu
- Nunc dimittisa 4 veus en cànon

Música instrumental

- Parts 42 per a clavicèmbal
- Principis i normes de les seccions amb totes les lliçons
- Normes i principis de tocar i lliçons de piano
- Llibre de taules, trenta-nou peces petites en forma d'estudi per a clavicèmbal
- Sonata en re major per a clavecí
- Normes i principis per tocar bé el clavicèmbal
- Toc per clavicèmbal
- Introducció i sonata, ofertori per a orgue
- 3 actuacions de fuga per a orgue